# Мона Рудао
Мона Рудао, або Моуна Рудао (1880—1930; кит.:莫那·魯道) — син вождя племені сідік аборигенів Тайваню. У 1911 році він відвідав Японію. Він змінив свого батька на посаді вождя села Махебо (кит.: 馬赫坡社) і став одним із найвпливовіших вождів області Уше. Мона Рудао був з групи седіків Тгдая.

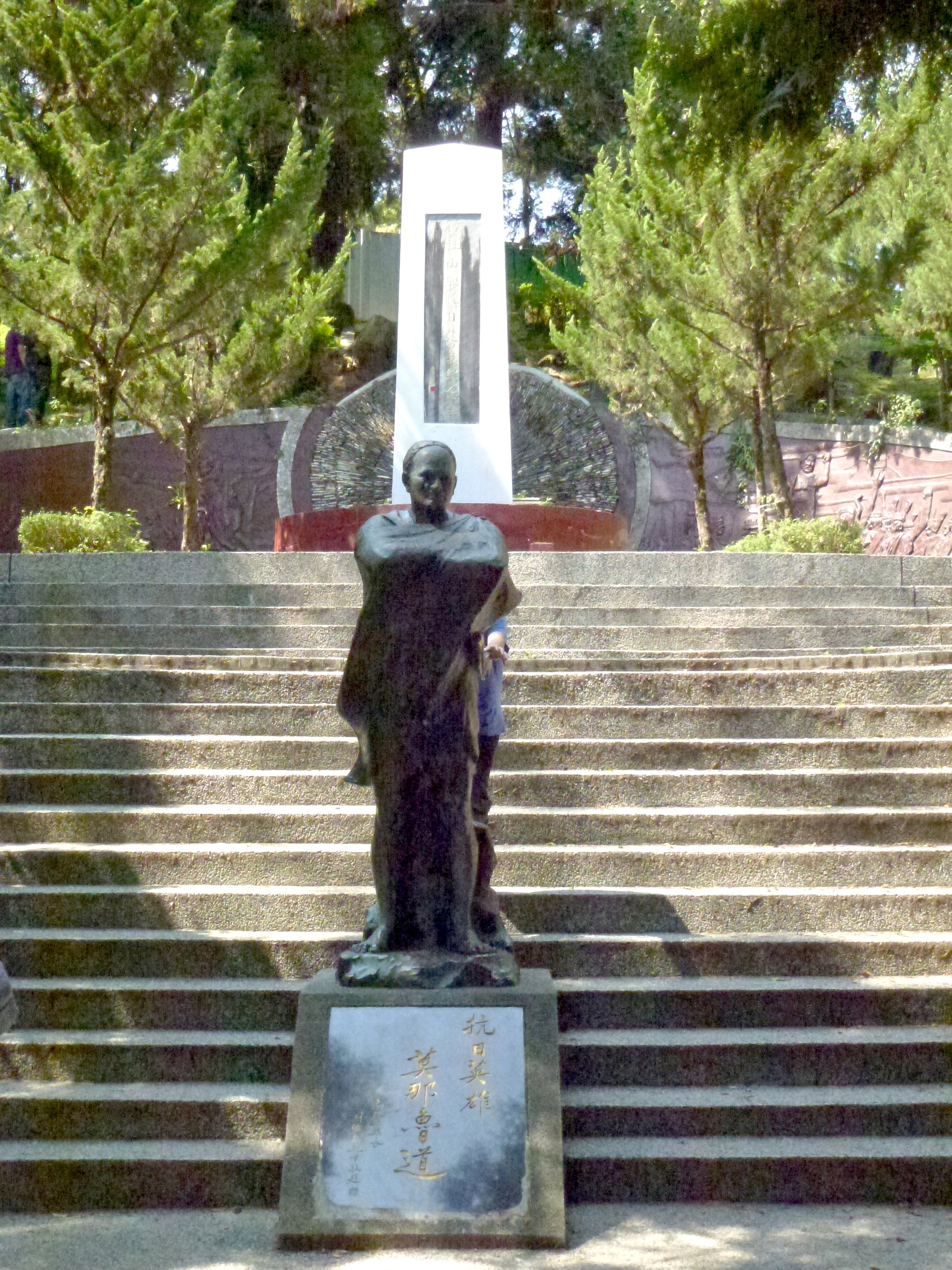
Статуя Рудао в Меморіальному парку Інцидентів Вуше

Він прославився тим, що в 1930 році організував інцидент Уше в теперішньому повіті Наньтоу проти японської влади. Під час повстання він покінчив життя самогубством, застрелившись із пістолета, щоб японці не схопили його живим. Його останки були знайдені в лісі в 1933 році та були доставлені на кафедру археології Імперського університету Тайхоку (нині Національний університет Тайваню), де вони були виставлені як попередження майбутнім повстанцям. Кістки були «ідентифіковані» його дочкою, але не підтверджені ДНК. Після прибуття Гоміньдану кістки були поміщені на склад до 1974 року, коли вони були перепоховані біля Kawanakajima (яп. 川中島, modern-day Alan-Gluban (кит.: 清流部落)) у Меморіальному парку Інцидентів Вуше. Тайванці вважали його героєм за проведення повстання, і зараз він є однією з фігур на монетах нового тайванського долара.
У 2005 році Гоміньдан показав величезну фотографію Мони Рудао у своїй штаб-квартирі на честь 60-ї річниці Дня ретроцесії Тайваню.
Мона Рудао був частиною тайванської популярної культури, з'являючись у книгах і манзі. Його персонаж зіграв головного героя в телевізійній драмі 2003 року Дана Сакура (風中緋櫻) і тайванському фільмі 2011 року «Воїни веселки: Сідік Бейл».
Дочка Мони Рудао Махунг Мона стала відомою як «жінка, яка омила своє обличчя сльозами», оскільки всі члени її найближчої родини, включаючи її батьків, братів і сестер, дядька Тадо Мона, першого чоловіка Сапу Павана та їхніх дітей загинули в результаті інциденту Вуше.